# NK Ključ
NK Ključ je bosanskohercegovački nogometni klub iz grada Ključa.

## Povijest
Prvi nogometni klub u Ključu je osnovan 1923. godine i registriran u Zagrebu kao FK Tomašević. Nakon Drugog svjetskog rata formira se klub pod imenom FK Bratstvo. Konačno, klub 1995. dobiva naziv koji nosi i danas – NK Ključ.
NK Ključ se natjecao u prvoj sezoni Prve lige FBiH (2000./01.). Iste sezone ispadaju u niži rang natjecanja. U sezoni 2017./18. ispadaju iz Druge lige FBiH – Zapad. U sezoni 2023./24. osvajaju 1. županijsku ligu USŽ te se vraćaju u Drugu ligu.